# Nepals nationalparker och skyddade områden

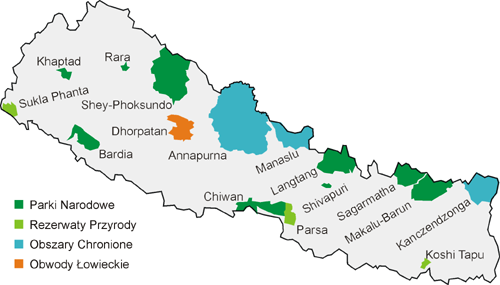
Nepals nationalparker och skyddade områden.

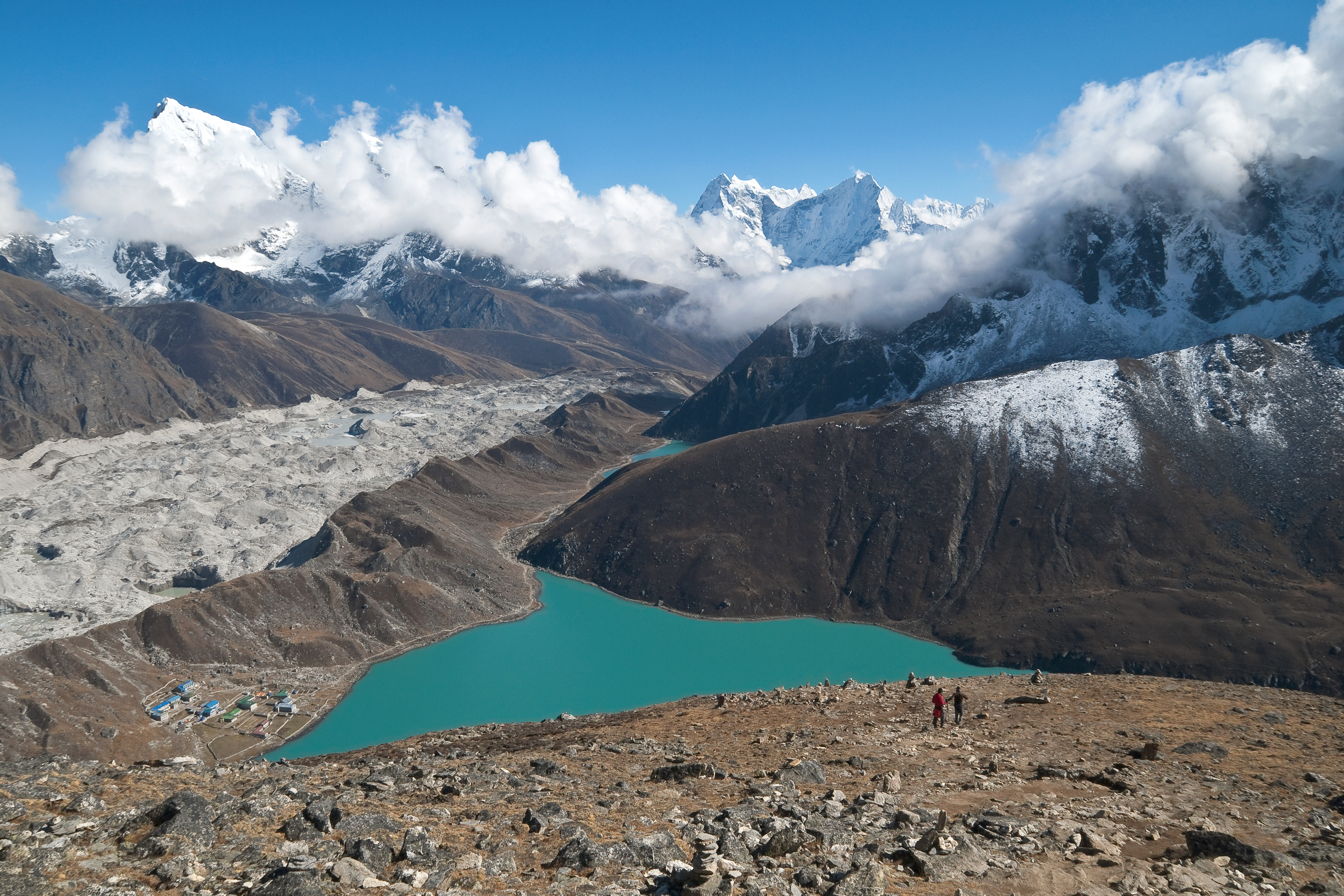
Sagarmatha nationalpark

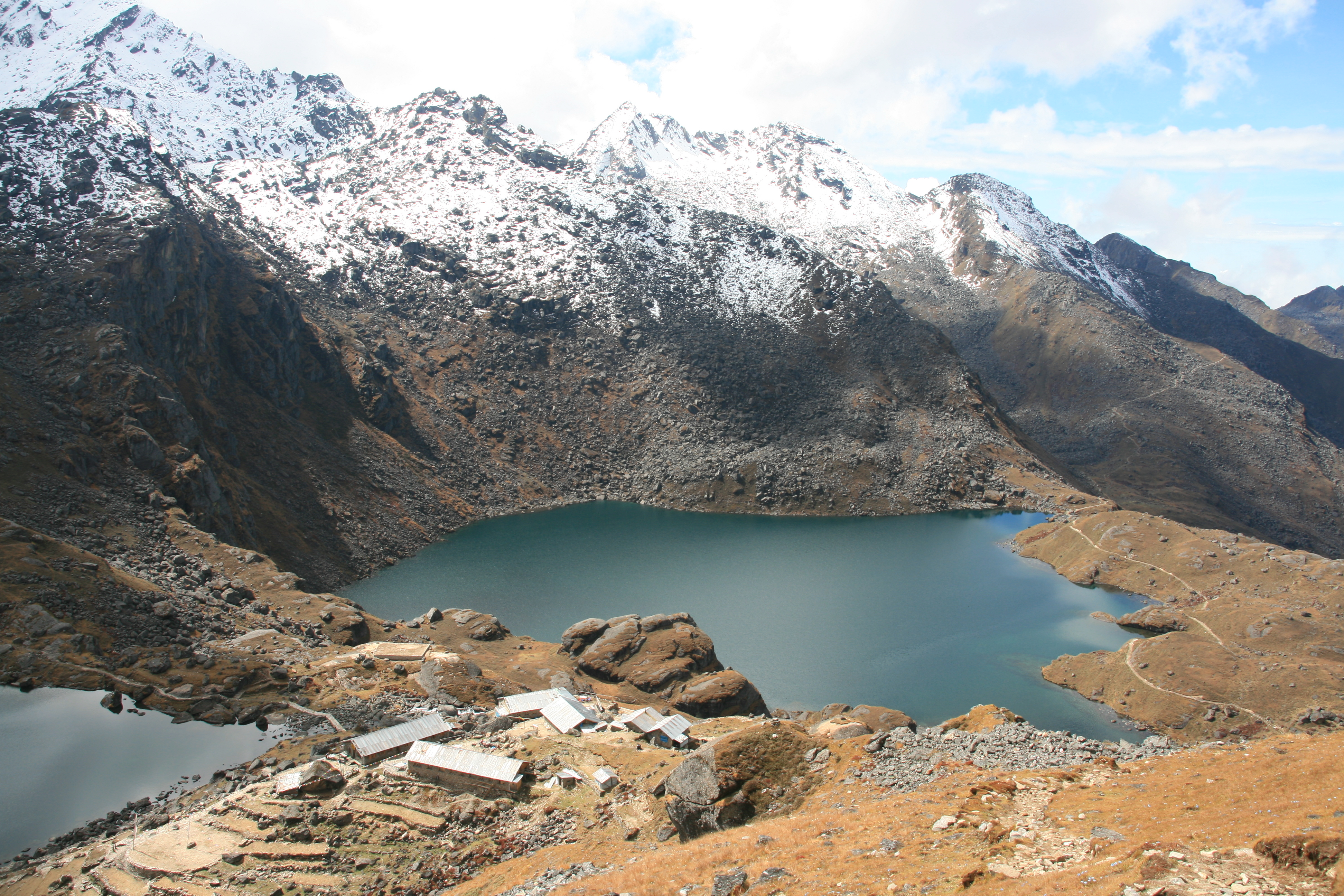
Gosainkunda i Langtang National Park.

Nepals nationalparker och skyddade områden. Skyddade områden i Nepal är:[när?]
- 9 nationalparker;
- 3 naturreservat;
- 1 aktreservat
- 4 skyddsområden
- 11 buffertzoner.

Summan av dessa områden har en yta av 28 998,67 kvadratkilometer 19,7% av den totala landytan. 
Det första området, nationalparken Chitwan i centrala Nepal, inrättades 1973. Den senaste är Blackbuck Conservation Area som inrättades i mars 2009 i Bardiya distriktet. 

## Nationalparker
- Sagarmatha nationalpark
- Langtang nationalpark
- Shivapuris nationalpark
- Chitwans nationalpark
- Rara nationalpark
- Khaptad nationalpark
- Shey Phoksundo nationalpark
- Bardia nationalpark
- Makalu Baruns nationalpark